# Kolegacja
Kolegacja – spółka chłopów andrychowskich składające się z tzw. kolegów – udziałowców czerpiących zyski w zależności od wielkości zainwestowanego kapitału. Na czele kolegacji stał pryncypał. Kolegacja zatrudniała furmanów, domokrążców i pracowników prowadzących składy w odległych miastach. Raz do roku chłopi dokonywali rozliczenia. Spółki działały w XVIII i XIX wieku. Chłopskie kolegacje były właścicielami składów w Stambule, Smyrnie, Aleksandrii, Wenecji, Marsylii, Barcelonie, Lubece, Hamburgu, Moskwie. Andrychowianie odwiedzali jarmarki w Dubnie, Łęczycy, Lublinie, Warszawie, Lwowie, Tarnopolu, Gdańsku, a także w miastach śląskich. Pomimo iż powstały wyspecjalizowane organizacje wypierające z rynku kolegacje chłopskie, w XIX w. istniało jeszcze kilka z nich. Najbardziej znana była kolegacja Kotlarczyków w Sułkowicach. Rozprowadzała ona swoje wyroby na Śląsku, w Czechach i na Morawach. W Wieprzu działała kolegacja Józefa Hermy, która we Lwowie miała swój hurtowny magazyn dla całej Małopolski wschodniej. Inną kolegacją prowadzącą handel również we wschodniej Małopolsce, a także i na Bałkanach była kolegacja Cholewków z Inwałdu.